# Lê Hồng Hiệp
Lê Hồng Hiệp (sinh năm 1966) là một tướng lĩnh Công an nhân dân Việt Nam, hàm Thiếu tướng. Ông hiện giữ chức vụ Phó Cục trưởng Cục Công tác Đảng và công tác chính trị, Bộ Công an (Việt Nam).

## Xuất thân và Giáo dục
Lê Hồng Hiệp sinh năm 1966. Ông có trình độ Cao cấp lí luận chính trị.

## Sự nghiệp
Lê Hồng Hiệp là đảng viên Đảng Cộng sản Việt Nam.
Trước tháng 8 năm 2018, ông là Đại tá, Phó cục trưởng Cục Công tác chính trị, Tổng cục Chính trị, Bộ Công an (Việt Nam).
Tháng 8 năm 2018, sau khi Cục Công tác Đảng và công tác chính trị, Bộ Công an (Việt Nam) được thành lập trên cơ sở hợp nhất Cục Công tác Đảng và Công tác quần chúng và Cục Công tác Chính trị trực thuộc Tổng cục Chính trị, Bộ Công an (Việt Nam), ông trở thành Phó Cục trưởng Cục Công tác Đảng và công tác chính trị, Bộ Công an (Việt Nam).
Đến trước tháng 11 năm 2019, ông được Chủ tịch nước Cộng hòa xã hội chủ nghĩa Việt Nam Nguyễn Phú Trọng phong quân hàm Thiếu tướng Công an nhân dân Việt Nam.

## Lịch sử thụ phong quân hàm
| Năm thụ phong | –      | 2019        |
| ------------- | ------ | ----------- |
| Quân hàm      |        |             |
| Cấp bậc       | Đại tá | Thiếu tướng |